# Myndus caliginea
Myndus caliginea är en insektsart som beskrevs av Frederick Arthur Godfrey Muir 1923. Myndus caliginea ingår i släktet Myndus och familjen kilstritar. Inga underarter finns listade i Catalogue of Life.